# 統括管理者
統括管理者（とうかつかんりしゃ）は、統括管理者講習会を修了した者。

## 概要
建築物の業務全般を統括する者の資格を有する。環境衛生総合管理業等の登録には必要である。

## 受講資格
建築物における衛生的環境の確保に関する法律第7条第1項に規定する建築物環境衛生管理技術者免状の交付を受けている者。

## 講習会
3日間行われる。

### 講習科目
1. 建築物環境衛生制度
2. 建築管理総論
3. 建築物環境衛生管理技術
4. 業務計画と業務管理
5. 考査

## 再講習会
統括管理者は、2日間、新技術・新知識の修得及び、その他必要な知識の反復履修を目的とする。

### 再講習科目
1. 建築物環境衛生制度
2. 建築物衛生における動向
3. 建築物環境管理
4. 建築物のライフサイクル
5. 建築物の環境衛生管理
6. 業務計画と業務管理
7. 考査

## 受講資格
- 厚生労働大臣登録統括管理者講習会を修了した者（建築物における衛生的環境の確保に関する法律施行規則（昭和46年厚生省令第2号）第30条第2号イに規定する講習の課程を修了した者）
- 厚生労働大臣登録統括管理者再講習会を修了した者（建築物における衛生的環境の確保に関する法律施行規則（昭和46年厚生省令第2号）第30条第2号ロに規定する再講習の課程を修了した者）